# 九五式軍刀

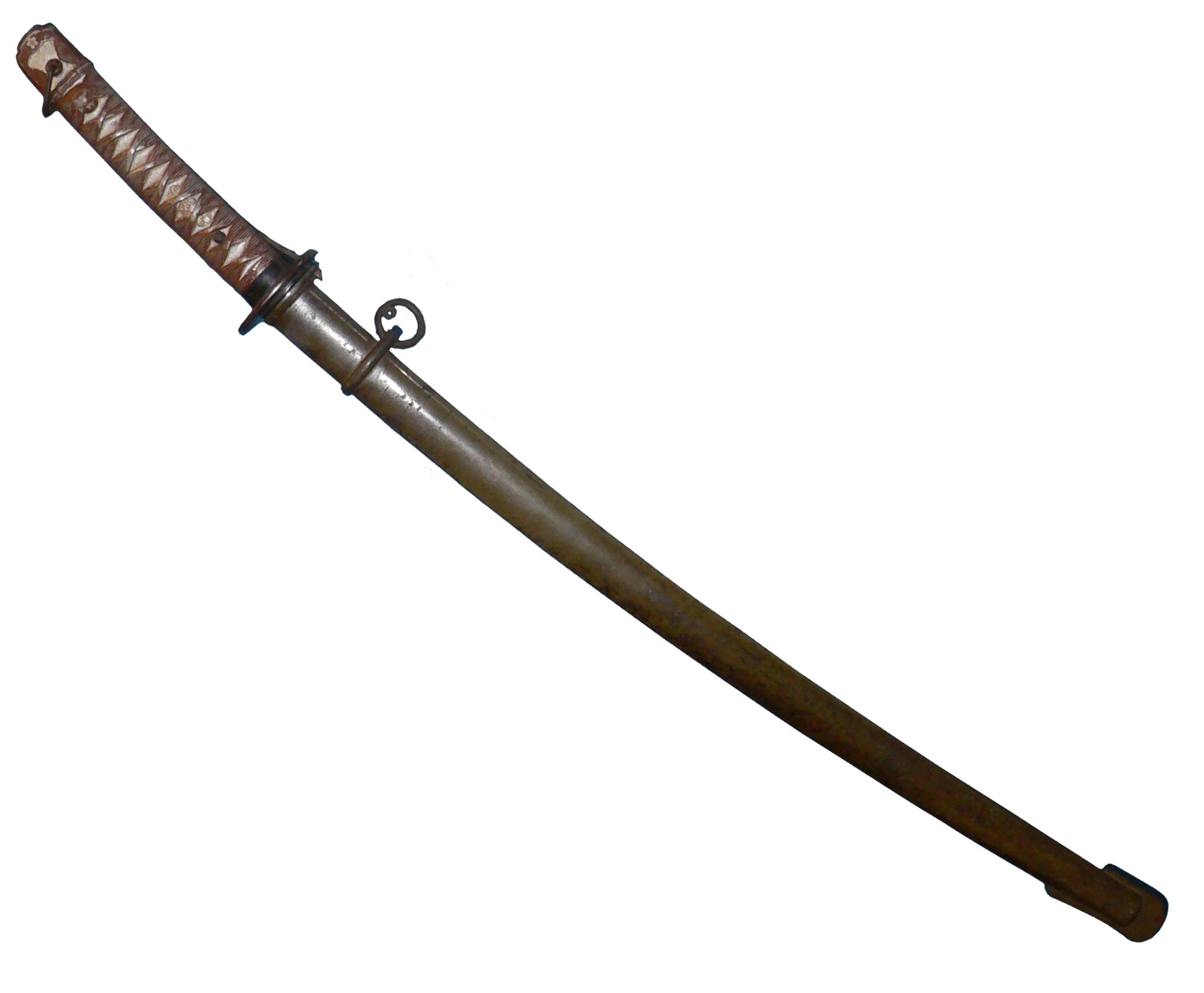
九五式軍刀。柄は一体成形された金属製、駐爪で刀と鞘をロックする。鞘先端に張り出した鐺（こじり）は先端部の損傷防止のためである。

九五式軍刀（きゅうごしきぐんとう）は日本陸軍が1935年（昭和10年）に制式化した軍刀である。この軍刀は陸軍地金仮規格で規定された刀剣鋼を用い、下士官の指揮用・白兵戦用に開発された。開発に際し、両手で構える日本刀の形状と斬撃時のバランスを強く意識し、前制式の三十二年式軍刀の欠点を改善している。

## 概要
三十二年式軍刀と同じく下士卒用の軍刀である。九五式軍刀は刀身、鞘からなる。属品には刀緒、鞘袋、刀帯、附革が付属した。刀身形状は日本刀と同じものとし、刀身に鎺（はばき）をつけている。鍔（つば）および柄は黄銅製で銅メッキを施し、将校刀（昭和九年制式軍刀）のものと形状を近似させている。鞘は内部、外部とも防錆した普通鋼でできており、外面は帯青茶褐色、先端には鐺を設けた。鞘木を刃部の保護に適当なものとし、鯉口にも改良を行った。鞘袋は鞘の保護のためのものである。また刀緒を長くし、馬上操用に便利なよう改正している。
第8次試験の試製軍刀の全備重量は1.63kg。刀身は刀剣鋼で作られ、長さは678mmである。全長230mmの柄は黄銅製で駐爪を装備しており、普通鋼製の鞘と刀とを結合してロックできる。これにより、刀を下向けた時に刀身が滑り出るのを確実に防いだ。刀身の背部は庵棟、両側面に樋を持ち、この先端形状は切っ先と同一としている。反りは15.5mmの腰反りであり、刀身の重心は鍔から92mm離れた位置に置かれた。バランスの良い重心を意識して作られており、試験では両手でも片手でも扱いやすいと評価されている。柄は日本刀の様式にならい両手握りである。切羽、鍔、柄と柄頭は黄銅製。切羽以外は銅メッキが施された。鯉口の内部は黄銅。鍔、柄、柄頭の凹部には石目を刻んでいる。鞘は普通鋼で先端に鐺を設ける。内外にパーカライズ防錆法を施し、さらに外部に青を帯びた茶褐色を塗る。ただし乾燥期には塗料が剥がれやすいため、鞘袋が用意された。これは鞘の金属光を抑える効果もあった。
仮制式上申時の試製軍刀の性能は、手研ぎという条件で、防寒着を被せた豚に斬撃を加えると164.3平方cmを切断した。被服しない豚では448.5平方cmが斬れた。また束藁には10.7cmの斬撃量を加えることができた。斬撃は日本刀の中等程度という評価が下された。
仮制式時には普通手研を行った戦時用刀と、平時用刀に区分するというアイデアがあった。陸軍では1929年（昭和4年）以降に電動研磨を研究、昭和7年以降にクロムメッキを行って防錆、滅刃し、メッキを除去すれば付け刃ができるよう研究を行っていた。しかし満足な成果が出ず、手研ぎによる研磨を行うという結論に達した。手研ぎと機械研磨ではかなりの性能差が出たため、平時には平時用の刀を用い、戦時に手研ぎした刀と交換することで付け刃法の解決を図っている。戦時用刀の滅刃部は鍔本から10cm。研ぎの程度は最下限の見本を設けた。
また九五式軍刀には、大量に保管されていた既成の三十二年式軍刀を改修したものが存在する。1934年（昭和9年）4月以降研究開始、やや新製刀に切れ味が劣るが、三十二年式軍刀よりは性能が良いため、この改修刀も九五式軍刀として共に上申された。
九五式は下士官兵用の刀剣（規格品の兵器）であるが、将校・准士官が私物（将校軍刀すなわち服制の一部）として購入・佩用することもできた。1937年（昭和12年）7月29日付の陸普第4499号では「将校、准尉にして九五式軍刀の払下げを陸軍造兵廠東京工廠、小倉工廠へ願い出るものに対しては便宜払い下げ得る」と規定された。ほか1941年（昭和16年）12月23日の陸普第9283号では、新たに任官した将校、准士官が私物軍刀を入手していない場合、入手まで九五式軍刀を貸与できることが決められた。
1940年（昭和15年）10月の兵器臨時価格表によれば九五式軍刀は32円50銭、騎兵用は33円70銭とされた。

## 開発経緯

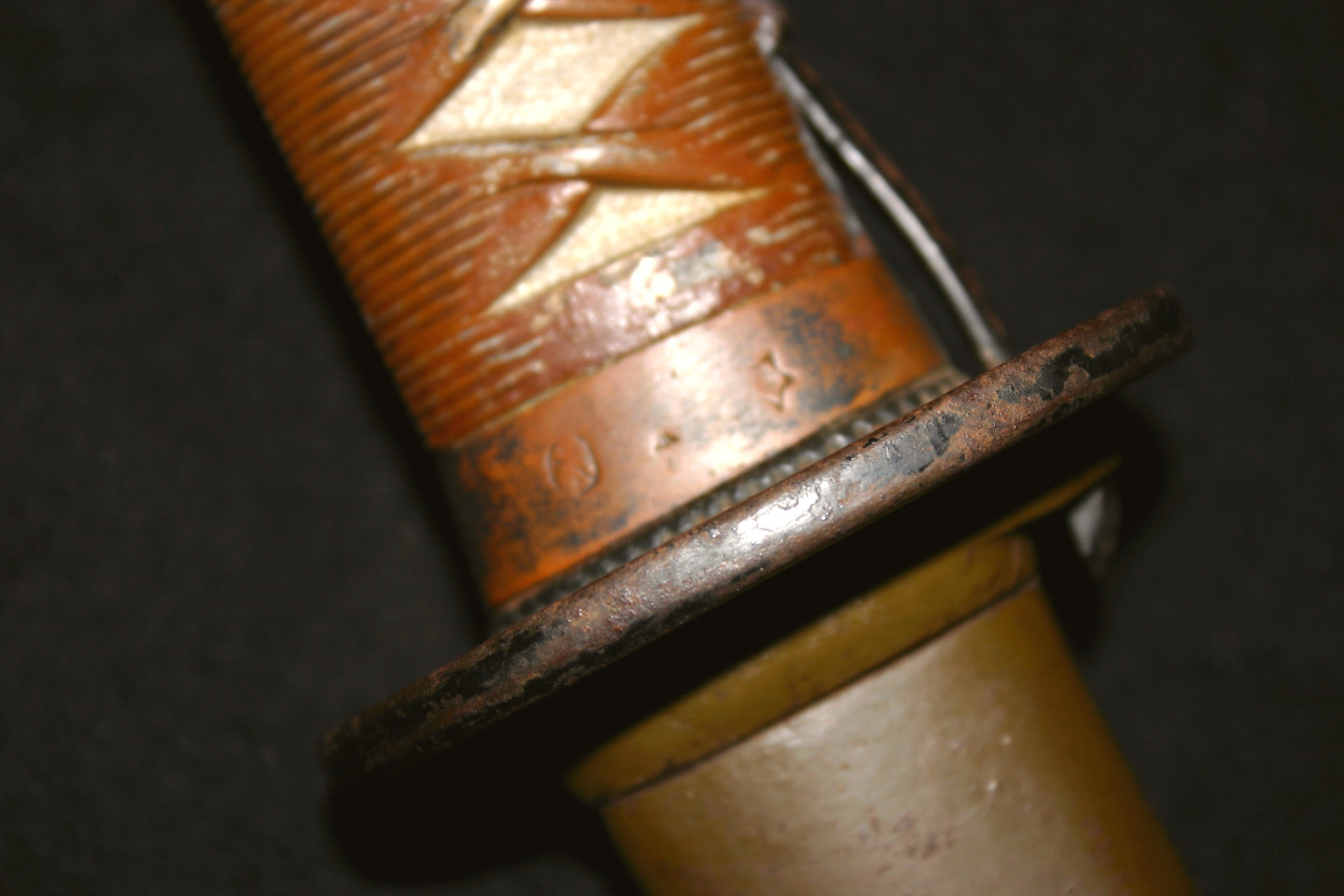
駐爪。板バネ式で、これを押し下げてロックを外し、刀を抜き出す。

九五式軍刀は仮制式の上申までに十数年の期間を要している。8回の審査の間に何種類も刀を試製し、その都度審査に当たった各兵科学校が細かく刀の各所に適不適の評価を加え、部品ごとにも可・不可の評価を下して改善案を加えている。非常に細かい積み重ねを経て九五式軍刀が成立した。
以下は大要である。
従来、三十二年式軍刀には鞘が錆びる問題があったため、大正期から防錆の研究が行われていた。また切れ味も良くなく、構造から改善を加える必要があった。1923年（大正12年）以後はこの二点を主に研究した。1925年（大正14年）3月からは徒歩用・乗馬用兼用のものを研究。1929年（昭和4年）、再び乗馬刀には護拳（握った際の拳の部分をガードする金具）が必要との意見が出され、乗馬用と徒歩用の二種類を研究。昭和7年2月に成案がほぼまとまった。しかし、この当時将校刀の改正の論議が起こり、1934年（昭和9年）2月に将校刀が制定された。そこで下士官以下用の軍刀も将校刀に形状を近似させること、護拳も必要ではないという意見により再び徒歩用と乗馬用を兼用することとなった。また既成の三十二年式軍刀の改修再利用も考慮し、1935年（昭和10年）の審査に至った。
以下は第一回から第八回までの審査内容の概略である。
1917年（大正6年）から錆染め、塗料、メタリコン鍍金、乾式亜鉛メッキなどの方法を研究したが十分な成果は上がらなかった。
1923年（大正12年）に新しい軍刀の研究を開始、乗馬刀と徒歩刀を試製、戸山学校と騎兵学校で実用試験を行った。この第一回実用試験では両手握りの徒歩刀が支持された。以後兼用の刀の研究方針に改める。
1925年（大正14年）3月に第二回実用試験実施。重心を下げ、両手握りとした。6振りを試製し戸山学校、歩兵学校、騎兵学校に試験を委託。
形状適当で硬度弾性共に概ね可。重量を少し増加、重心を前に移す等の意見が出された。部品構造に多少修正を要すると意見された。
1926年（大正15年）9月に第三回実用試験。全体的に刀身を0.5mm増加、柄を浅く波状とする。断面の角を取り蛋形とする。駐爪の押す面を広くし、緩く傾斜をつける。鞘は黄銅を被せた鋼管製。鯉口に改修。実用試験の結果は刀身の寸法形状は可、反りをやや少なくすること。柄の形状は日本刀に近似させること。乗馬用には護拳が必要。乗馬用には刀緒をつける。柄頭に飾り緒をつけ、指ぬきは不要。鍔はわずかに柄頭のほうへ曲げ、卵型が可。鞘は軽量化する必要がある。黄銅を被せるのは不適当。
1928年（昭和3年）、第四回実用試験。乗馬用と徒歩用をそれぞれ試製した。柄は兵庫太刀を模して制作を容易とした。刀緒をつけ、乗馬用には護拳を装備。中心（なかご）は反りをマチより急角度とせず、柄とバランスさせてなるべく太くし、長さを縮めた。試験の結果、徒歩用には、刀身は物打に最大の力が加わるよう改修すること。刀背部を庵棟とするか、または丸みを加える。鍔は卵形、平鍔が可。刀緒は必要がなく、つけるならば操用に不便がないよう位置に注意することという意見が出された。乗馬用は長さを一寸増す、駐爪ばねの位置を左側面とする、刀緒の必要がないと意見された。両方の刀とも耐錆鋼で作り、鞘の防錆をさらに良くする必要があった。
第五回実用試験は1929年（昭和4年）9月に実施。構造を改め防錆を施す。戸山学校、騎兵学校、輜重兵第一大隊に試験を委託した。
戸山学校では重量、寸法、重心可。柄を寸法2cm延長。反りと刀背部は概ね可。ただしさらに円棟とし、刀の切っ先の横手を約1cm下げ、フクラの半径を大にし、大切っ先とする必要があると意見された。柄の左手、薬指と小指の当たる面は粗面として握りをよくすること。切羽は鍔と密着させること。駐爪ばねと鍔は可、鍔を軽量化すると良い。刀緒の取り付け穴を拡大。鞘は可。刀緒は可。緒の寸法は刀を離した際、直ちに右手で柄を握れるよう配慮する必要がある。乗馬用は護拳の必要は薄い。騎兵学校からは制式採用可、刀身の重ねを薄くする、できる限り軽量化し、柄は黄銅より軽い材質にする。鍔に軽め穴を設けるという意見が出された。輜重兵第一大隊では乗馬用につき、操用・保存・取り扱いとも実用に適すること、制式を単一とし、乗馬用と徒歩用を折衷、佩刀法により区分するアイデアが出された。徒歩用は柄が長すぎ、刀緒の位置と長さに研究が必要、重心位置が高い。乗馬の際に揺れるなどの意見が出た。乗馬用は刀身の重心位置が可、三十二年式軍刀と大差がないとされた。
第六回実用試験は1931年（昭和6年）3月実施。徒歩用一振りを試製、戸山学校に試験を委託。刀身は寸法、棟と反りの形状、重量、重心位置可、刀尖部を3mm長くし大切っ先にする必要がある。鍔は可、ただ日本刀の様式をとって小穴を穿つこと、切羽と鍔をよく密着させて音を防止する。駐爪ばね可。柄の左手の薬指と小指の握る部位が平滑すぎ、改造を要する。握りが困難であるため柄頭の形状を改め、さらに堅牢にする。鞘は軽すぎて堅牢ではない。刀緒の長さは35cmが適当である。外観は全体的に染めが必要。
以上の改修を加え、1932年（昭和7年）2月に仮制式を上申しようとした際、将校刀の改正の論議が生じたため、さらに審査を継続することが決められた。
第七回実用試験で試製された刀は、刀身を庵棟、樋をせばめて先端を切っ先の形状と同じにする。またチリを広く作る。柄の断面を蛋形とし、柄頭は黄銅製、古刀の形を採用、石目をつけて漆を塗る。鍔に穴を設ける。乗馬刀も徒歩用と同一に作るが護拳をつけた。鞘は日本刀に準ずる。断面に丸みをつけ、コジリを波型にする。内外部ともパーカライズまたはポンデライト防錆を施す。外部に小豆色の漆塗りを行うというものだった。
実用試験の評価は以下のようなものだった。北満冬期試験を行い、切れ味と靱性が良好、操法が便利であり、実用価値十分と判定された。戸山学校では切れ味は可としている。ただし軍隊附刃は造兵廠研磨に比べて切れ味が劣る。金質は可。形状寸法、重量重心とも可と評価した。歩兵学校では操用軽快、片手・両手の使用が容易であり、若干修正すれば実用価値は相当大きいと評価した。騎兵学校では現制のものよりも重心位置良好、乗馬徒歩用として操作が容易、実用に適するとした。輜重兵第一大隊では古刀の形を採用したことで両手で操れ、斬撃が確実であるとした。
改修意見は以下の通り。柄を日本刀式に太くし、握り締めを容易にして滑り難くする。柄の取り付けはさらに堅牢にする。駐爪ばねは刀を抜く際、確実に把握できるよう改良する。刀緒は鍔よりも柄頭に通す。佩環の位置を上部に移す。防錆能力は現制よりはるかに向上した。塗色は偽装の目的を果たしている。塗料がはがれやすく研究を要する。乾燥時には耐久性が大きいが、湿潤すると衝突や強くぬぐった際に塗料がはがれる。護拳の必要はない。刀緒と指貫を付ける。
ほか1933年（昭和8年）10月、陸軍科学研究所でのクロムメッキ滅刃法による実用試験が行われた。戸山、歩兵、騎兵学校で試験した結果、この程度のメッキの効力では短期使用のほか軍隊の実用には適しないこと、滅刃した刀身も露刃した刀身も切れ味が大差ないことが確認された。
1934年（昭和9年）2月に将校刀が改正、第七回試製軍刀を将校刀に近似させた。また既に量産されていた三十二年式軍刀の活用を考慮、改修軍刀を作り第八回実用試験を行った。
歩兵学校では試製、改修刀とも若干改修すれば実用できるとした。改修軍刀は試製軍刀より一層良好であると判定している。騎兵学校では両方とも若干改修すれば騎兵用として良好と判定した。戸山学校では姿勢軍刀の切れ味を可、改修三十二年式軍刀を稍可としている。拵えは試製軍刀式を採用するが、当分は改修軍刀を徒歩下士卒に充当して差し支えはないと評価した。輜重兵第一大隊では、若干改修すれば現制のものよりはるかに実用価値が優れるとした。
改修意見は以下のようなものだった。研ぎは普通研ぎで差支えがない。仕上げの検査規格を定める必要がある。刀身の滅刃部は10cmを超えてはならない。柄、鍔の動揺防止のためハバキを付けること。刀身の刃部保護のために鯉口の内部を黄銅製にする。駐爪の機能をさらに良好にする。柄の滑りを防止、筋目を深くする。佩環の位置を鯉口から6cmの位置とする。鞘の塗料は摩擦と衝撃ではがれやすい。猿手を設けて刀緒を取り付ける。柄に亀裂を生まないよう制作すること。戦時用刀と平時用刀の区分を設けること。
第七回と第八回の実用試験における陸軍戸山学校での試斬試験成績は以下の通りだった。ブタを防寒被服でくるみ、試製軍刀で斬る。断面積は軍隊附刃で112.1平方cm。手研ぎで164.3平方cm。被服しないブタでは軍隊附刃で206.9平方cm、手研ぎで448.5平方cm。次に藁束を斬り、斬撃量をcmで計測した。軍隊附刃では藁束を9.5cm斬った。手研ぎでは10.7cmの斬撃を加えている。手研ぎの改修軍刀はそれぞれ被覆したブタ252.4平方cm、ブタ368.3平方cm、束藁9.7cmを斬った。
以上、技研本部は数次の試験成績を総合して結論を出し、九五式軍刀を成立させた。

## 改修
制式後も九五式軍刀は何度も材質、様式が改正されている。
1938年（昭和13年）7月5日の陸技本甲第397号に記載されている修正実施参考表では以下のように改正している。
- 刀身：刀身命数増加のため滅刃を行わない。刀身と柄とを確実に固定するため、5.2mmの目釘穴を設ける。 の寸法改正に伴い結合部の寸法を改める。
- ハバキ：亀裂防止のため切り欠き部分を廃止。
- 鍔：厚みを11mmから9mmとし、重量軽減。
- 大切羽：厚さを1.5mmから2mmに変更。
- 小切羽：厚さを1.5mmから2mmへ。
- 柄：材質を黄銅からアルミへ変更、刀身と確実に結合するため目釘穴を設ける。塗装法を改める。
- 柄木：目釘を追加。6mmの目釘穴を設ける。
- 轅手：強度増加のため褐色多脂牛皮を軟鋼へ変える。
- 目釘：一本追加。
- 鞘：コジリの改正にともない結合部の切り欠きを改める
- コジリ：磨滅防止のために材質を黄銅から鋼板に変更。
- 佩環：鞘への取り付け位置がやや上がる。内径を改める。
- 駐環：強度増加、線の径を4mmから4.5mmに変更。

1939年（昭和14年）6月24日、陸技本甲第368号の修正実施参考表では以下のように改正されている。
- 刀身：柄により密着させるため、鍔元から目釘穴まで寸法を70.75mmから74mmとする。
- 柄：柄環と確実に密着させ、型盤の制作を容易にするため、柄巻型を左右で一致するよう改める。
- 柄木：刀身寸法改正にともない40.25mmから43.5mmへ。
- 鳩目ネジ：形状改正。
- 目釘：ナット形状変更。ネジの切られた部分を0.5mm短縮。

1939年（昭和14年）11月30日。陸技本甲第783号による改正は以下のようなものだった。
- 柄木：材質をほほのきからしなのき・かつらの代用品を用いる。
- 鞘木：材質をほほのきから軟木の代用品とする。
- 刀帯：托環を黄銅第一号から普通鋼第三種へ変更。リン酸塩皮膜を施すか黒色に錆染めする。ほか黄銅製部品を鋼製に変更、リン酸塩皮膜か黒色さび染め処理。

1940年（昭和15年）、陸技本甲第242号、九五式軍刀修正実施参考表に記載される内容は以下の通り。
- 刀帯茄子環駐爪ばね：板ばねをピアノ線に変更。駐爪の形状を改める[25]。

## 運用
軍刀を使用し訓練する方法として両手軍刀術、片手軍刀術等が存在する。ほか、夜間剣術は夜間白兵戦に用いる。夜間攻撃を成功させるための精神力、自信を培う意図があった。夜間剣術の最初は10ｍ離れた距離から目標に突入し斬突する要領を訓練する。薄暮、月明から開始して徐々に暗夜訓練に移る。夜間剣術の成功は肉薄と先制攻撃にかかる。闇の中で不意に現れる敵を一撃で倒すことが肝心とされる。攻撃は巧妙を避けて単一の斬突を行う。夜間剣術の訓練は危険なため危害防止に特別な注意が要り、木銃の先端を綿で覆うか袋竹刀を用いる。また実物を用いて訓練する際、指導者であっても決して標的に近寄ってはならないとされた。

## 諸元
データは試製軍刀、脚注による。
- 全長：960mm
- 刀身長さ：678mm
- 刀身幅：28.8mm
- 刀身厚み：6mm
- 柄長さ：230mm
- 鞘長さ：730mm
- 全備重量：1.63kg

反りは15.5mmで重心位置は鍔から92mm。鞘の錆と塗料の剥げを防ぎ、金属光を遮蔽するため、防水処理した鞘袋を使用する。